# Ван (місто)
Ван (вірм. Վան, тур. Van, курд. Wan) — місто на сході Туреччини поблизу східного берега озера Ван. Адміністративний центр і найбільший населений пункт провінції Ван. Населення становить 353,4 тис. мешканців (2011).

## Клімат
Місто розташоване в зоні, яку характеризує вологий континентальний клімат із теплим літом. Найтепліший місяць — липень із середньою температурою 21.7 °C (71 °F). Найхолодніший місяць — січень, із середньою температурою -3.3 °С (26 °F).
| Клімат Вана             | Клімат Вана | Клімат Вана | Клімат Вана | Клімат Вана | Клімат Вана | Клімат Вана | Клімат Вана | Клімат Вана | Клімат Вана | Клімат Вана | Клімат Вана | Клімат Вана | Клімат Вана |
| Показник                | Січ.        | Лют.        | Бер.        | Квіт.       | Трав.       | Черв.       | Лип.        | Серп.       | Вер.        | Жовт.       | Лист.       | Груд.       | Рік         |
| Абсолютний максимум, °C | 10          | 15          | 16          | 21          | 26          | 31          | 35          | 33          | 32          | 25          | 19          | 13          | 35          |
| Середній максимум, °C   | 0           | 1           | 5           | 11          | 16          | 22          | 27          | 26          | 23          | 16          | 8           | 3           | 13          |
| Середня температура, °C | −3          | −2          | 1           | 7           | 12          | 17          | 21          | 21          | 17          | 11          | 4           | 0           | 8           |
| Середній мінімум, °C    | −7          | −6          | −2          | 2           | 7           | 11          | 15          | 15          | 11          | 6           | 0           | −3          | 4           |
| Абсолютний мінімум, °C  | −22         | −22         | −21         | −8          | 0           | 3           | 7           | 7           | 2           | −5          | −13         | −16         | −22         |
| ----------------------- | ----------- | ----------- | ----------- | ----------- | ----------- | ----------- | ----------- | ----------- | ----------- | ----------- | ----------- | ----------- | ----------- |
| Джерело: Weatherbase    |             |             |             |             |             |             |             |             |             |             |             |             |             |

## Історія
- 9 століття до н.е. — 6 століття до н.е. — на місці міста знаходилася Тушпа — столиця держави Урарту
- 6 століття до н.е. — 3 століття до н.е. — частина сатрапії Вірменія в складі Персії
- 2 століття до н.е. — 387 рік н. е. — частина Великої Вірменії
- 364 — зруйнований сасанідськими військами
- 387 — 7 століття частина Візантії
- VIII — 885 — частина арабських завоювань
- 885–1045 — частина Багратидської Вірменії
- 10 століття — відновило своє значення як столиця Васпураканського царства
- 1022 — захоплене Візантією, потім сельджуками остаточно в 1071.
- Друга половина 14 століття — двічі зруйноване військами Тимура
- 15 століття — захоплене Османською імперією
- 1895–1896 — різанина вірменського населення, у результаті якої вбито тисячі вірмен
- Перша світова війна — Ванський бій, вірменське населення міста, незважаючи на вчинений опір, було виселене і винищене османською владою.